# 科爾湖
科爾湖（英語：Lake Cole），是南極洲的湖泊，位於羅斯群島的布萊克島，處於埃瓦爾特山和梅拉尼亞山以南，長13公里，現時由南極條約體系管理。